# Kanonierki typu Wodoriez
Kanonierki typu Wodoriez (Filin) – typ okrętów zbudowanych w Finlandii na zamówienie Marynarki Wojennej Imperium Rosyjskiego podczas I wojny światowej, klasyfikowanych oryginalnie jako dozorowce. Z sześciu budowanych okrętów ukończono cztery, które nie zdążyły wejść do służby rosyjskiej, lecz zostały przejęte przez Finlandię, a dwa z nich sprzedano następnie Polsce. Po dwa okręty służyły jako kanonierki w polskiej Marynarce Wojennej i fińskiej Merivoimat w okresie międzywojennym i podczas II wojny światowej.

## Zamówienie i budowa
Carska Flota Bałtycka po wybuchu I wojny światowej stanęła w obliczu niedoboru niewielkich okrętów, mogących służyć do celów eskortowych i patrolowych. W tym celu zmobilizowano różne statki handlowe oraz przeznaczono do tej roli starsze torpedowce. Szczególnie udanymi uniwersalnymi okrętami okazały się dwa zbudowane w Helsinkach w Wielkim Księstwie Finlandii w 1916 roku okręty „Korszun” i „Kopczyk”, początkowo przeznaczone do holowania tarcz strzelniczych. Na ich wzór zamówiono w stoczni Maskin-Brobygnack w Helsinkach sześć podobnych okrętów typu Gołub, a w stoczni Ab Crichton w Åbo (Turku) sześć nieco mniejszych typu Wodoriez. W części publikacji drugi z typów określany jest też jako Filin. Oba typy potocznie nazywano kanonierkami Borowskiego, od nazwiska generała majora rosyjskiej marynarki (Polaka), będącego ich pomysłodawcą. W Rosji okręty te klasyfikowano jako dozorowce (storożewyj korabl).
Budowę okrętów rozpoczęto w latach 1916–17. W publikacjach brak jest ustalonych dokładnych dat budowy okrętów. Żadne z nich nie zdążyły zostać oddane zamawiającemu do kwietnia 1918 roku, kiedy rosyjska flota ewakuowała się z Finlandii do Kronsztadu. Z tej przyczyny nie zostały później objęte obowiązkiem zwrotu Rosji po zawarciu w 1920 roku traktatu pokojowego w Tartu. W 1918 roku wodowano jako pierwsze „Filin” i „Czyrok”, które zostały w tym roku przejęte przez nowo powstałą marynarkę Finlandii jako „Karjala” i „Turunmaa”. Klasyfikowano je jako kanonierki (fin. tykkivene). Dwa dalsze: „Wodoriez” i „Łun′” zostały wystawione przez stocznię na sprzedaż, a najmniej zaawansowane: „Gorlica” i „Sowa” pocięto na pochylni. W końcu 23 października 1920 roku „Wodoriez” i „Łun′” kupiła od stoczni Polska, po czym weszły do służby jako kanonierki: „Generał Haller” i „Komendant Piłsudski”.

## Okręty
| Nr budowy | Nazwa                              | Położenie stępki | Wodowanie     | Uwagi        |
| --------- | ---------------------------------- | ---------------- | ------------- | ------------ |
| 647       | ORP Generał Haller (ex. Wodoriez)  | 1 grudnia 1916   | 1917 lub 1918 | [ 5 ]        |
| 648       | ORP Komendant Piłsudski (ex. Łun′) | 24 stycznia 1917 | 1917 lub 1918 | [ 5 ]        |
| 649       | Karjala (ex. Filin)                | 1916             | 1918          | [ 5 ] [ 6 ]  |
| 650       | Turunmaa (ex. Czyrok)              | 1916             | 1918          | [ 5 ] [ 6 ]  |
| 651       | Gorlica                            |                  | -             | nieukończony |
| 652       | Sowa                               |                  | -             | nieukończony |

## Opis

### Architektura i kadłub

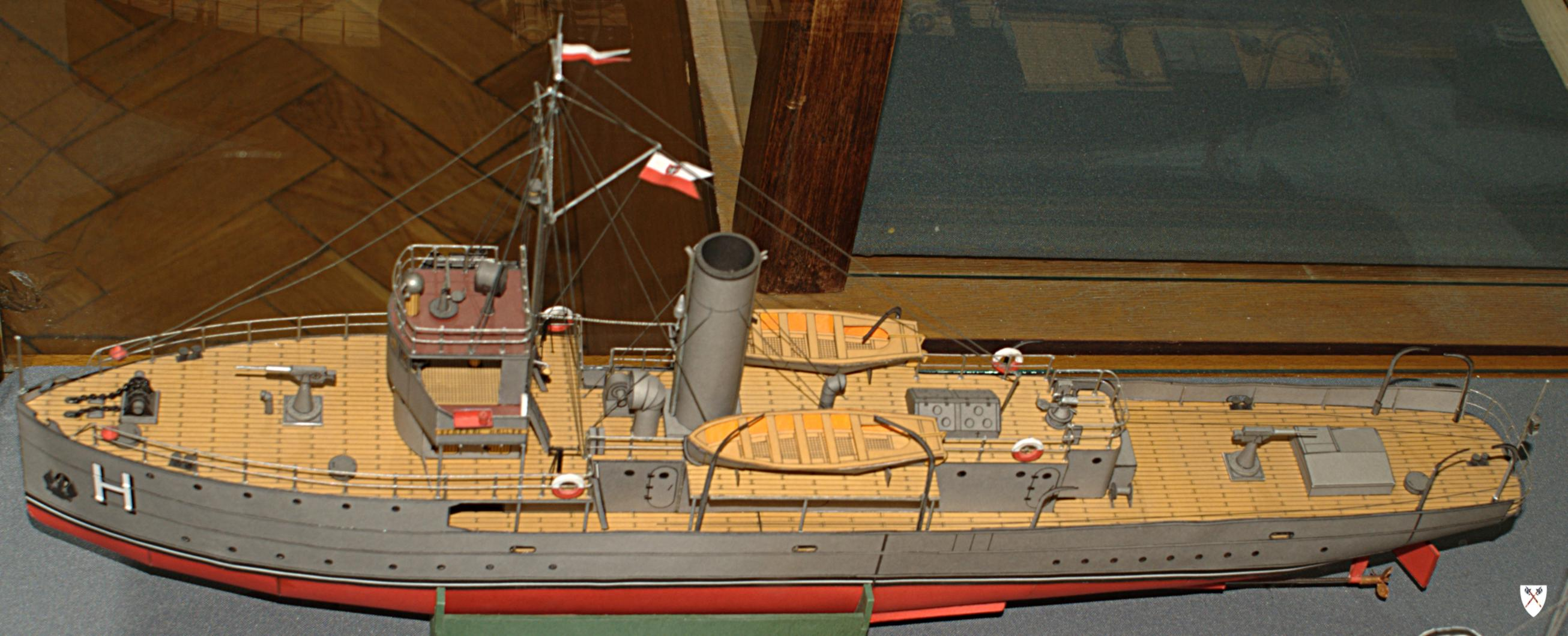
Model „Generała Hallera”

Okręty miały kadłub z podwyższonym pokładem dziobowym na ok. 1/4 długości, przechodzącym dalej ku rufie w nadbudówkę, ciągnącą się przez całe śródokręcie. Dziobnica była pionowa, rufa o kształcie krążowniczym, zaokrąglona w rzucie z góry. Za pokładem dziobowym prawie do samej rufy burty miały nadburcia. Na pokładzie dziobowym umieszczone było według projektu działo w masce ochronnej, a drugie na pokładzie rufowym. Na końcu pokładu dziobowego krótka dwupiętrowa nadbudówka dziobowa, z zakrytym przeszklonym mostkiem, z odkrytymi skrzydłami i odkrytym mostkiem na dachu. Bezpośrednio za nadbudówką dziobową był maszt palowy, dalej pojedynczy wysoki komin z nawiewnikiem przed nim, oraz drugi maszt na końcu nadbudówki na rufie.
Przyjęta w projekcie wyporność kontraktowa, określana też w publikacjach jako standardowa, wynosiła 350 ton. Spotykana w dokumentach jest też wartość 342 ton, prawdopodobnie kontraktowa bez uzbrojenia, oraz wyporność konstrukcyjna 340 ton. W polskiej służbie wyporność pełna sięgnęła 441 t w przypadku „Generała Hallera”.
Długość całkowita kanonierek wynosiła 50,04 m, a długość między pionami 47 m. Szerokość okrętów według polskich źródeł wynosiła 6,92 m. Spotykana w publikacjach ogólnych jest też szerokość 6,8 m. Zanurzenie kontraktowe przy wyporności 350 t wynosiło: średnie 2,64 m, a na rufie 2,9 m. Przy wyporności pełnej 441 t zanurzenie średnie wynosiło 3,05 m, a na rufie 3,25 m.

### Napęd
Napęd jednostek stanowiły dwie tłokowe maszyny parowe potrójnego rozprężenia o łącznej mocy indykowanej 1150 KM, które napędzały dwie śruby. Parę dostarczały dwa kotły wodnorurkowe systemu Normand; kotłownia była zamknięta, z nadciśnieniem. Kontraktowa prędkość była określona na 15 węzłów, a w polskiej służbie na 14,5 węzła, natomiast ekonomiczna na 10 węzłów. Na próbach „Komendant Piłsudski” osiągnął jednak 15,6 węzła. Zasięg kontraktowy wynosił 700 mil morskich przy prędkości 15 w. Zasięg maksymalny był ustalony w Polsce na 950 Mm przy prędkości ekonomicznej 10 w i pełnym zapasie węgla. Normalny zapas węgla wynosił 32 tony, a pełny 64 tony. Normalny zapas wody wynosił 12 ton (w tym kuchennej), a pełny 22,2 tony.
Napięcie elektryczne w sieci okrętowej wynosiło 110 woltów.